# Syberyjski Okręg Wojskowy
Syberyjski Okręg Wojskowy (ros. Сибирский военный округ, СибВО) – ogólnowojskowy, operacyjno-terytorialny związek radzieckich sił zbrojnych.
Utworzony rozkazem Rewolucyjnej Rady Wojskowej ZSRR nr 757/138 z 12 czerwca 1924 poprzez przemianowanie Zachodniosyberyjskiego Okręgu Wojskowego. Sztab znajdował się w Nowosybirsku.
Federacja Rosyjska posiadała Syberyjski Okręg Wojskowy Sił Zbrojnych Federacji Rosyjskiej.

## Historia
Syberyjski Okręg Wojskowy z dowództwem w Nowosybirsku sformowany jeszcze przed wybuchem drugiej wojny światowej.  9 lipca 1945 został podzielony na Zachodnio-Syberyjski OW z 8 Armią z dowództwem w Nowosybirsku oraz okręgami administracyjnymi: Tjumeń, Omsk, Nowosybirsk, Tomsk, Kamerowo i Kraj Ałtajski  oraz Wschodnio-Syberyjski OW z 50 Armią, dowództwem w Irkucku obejmujący Jakucką SRR, Kraj Krasnodarski, okręg autonomicznyTuwa, okręg administracyjny Irkuck. W maju 1954 część terytorium likwidowanego Wschodnio-Syberyjskiego OW włączono w skład Zachodnio-Syberyjskiego OW, który to 4 stycznia 1956 został przemianowany na Syberyjski OW. Na przełomie 1989–1990 na obszarze SOW pozostawał 33 Korpus Armijny oraz 5 samodzielnych związków taktycznych oraz jednostki centralnego i okręgowego podporządkowania. Osłonę powietrzną realizowały elementy 14 Armii Obrony Powietrznej. Do chwili uruchomienia procesu wycofywania wojsk z Europy Środkowej na obszarze okręgu pozostawało około 80 000 żołnierzy, 2000 czołgów, 3500 bwo, 22 000 środków artyleryjskich. Po podpisaniu i wykonaniu zasadniczej części warunków porozumienia CFE-1 do SOW przebazowano nadwyżki uzbrojenia konwencjonalnego z europejskiej części Federacji Rosyjskiej. Było to między innymi około 11 500 czołgów.

## Oficerowie sztabu okręgu
Dowódcy okręgu
- gen. por. (od 1940) Stiepan Kalinin: 15 lipca 1938 (rozkaz LKO nr01142) - ?

Członkowie rady wojskowej
- komisarz korpuśny (1940) Pawieł Smirnow: 30 grudnia 1937 (rozkaz LKO nr 01254) - 17 lutego 1941;
- komisarz dywizyjny (od 1938) Nikołaj Iwanow: 17 lutego 1941 - ?

Szefowie sztabu
- gen. mjr (1940) Piotr Glinski: 30 grudnia 1939 (rozkaz LKO nr 05126) - ?